# Limnothlypis
Limnothlypis là một chi chim trong họ Parulidae.